# Черето Санита
Черѐто Санѝта (на италиански: Cerreto Sannita; на неаполитански: Cerrite, Чъритъ) е малко градче и община в Южна Италия, провинция Беневенто, регион Кампания. Разположено е на 277 m надморска височина. Населението на общината е 4159 души (към 2010 г.).